# Preignac
Preignac egy francia település Gironde megyében az Aquitania régióban. Lakosainak száma 2140 fő (2022. január 1.).

## Adminisztráció
Polgármesterek:
- 2001–2014 Jean-Pierre Manceau
- 2014–2020 Jean-Gilbert Bapsalle

## Demográfia
| Lakosok száma | 2227 | 1958 | 1992 | 2138 | 2174 | 2161 | 2140 | 2154 | 2172 | 2140 |
|               | 1968 | 1982 | 1990 | 2006 | 2013 | 2015 | 2017 | 2019 | 2020 | 2022 |

## Látnivalók
- Château de Malle
- Château Suduiraut
- Château d'Armajan
- Château Jonka
- Saint Vincent templom